# معهد غيراسيموف للسينما
معهد غيراسيموف للسينما (بالإنجليزية: Gerasimov Institute of Cinematography)‏ هي مدرسة الفنون، تأسست في 1 سبتمبر 1919، في روسيا.

## روابط خارجية
- معهد غيراسيموف للسينما على موقع IMDb (الإنجليزية)
- معهد غيراسيموف للسينما على موقع الموسوعة البريطانية (الإنجليزية)